# Хачико
Хачико (на японски: 忠犬ハチ公) е куче от породата акита ину, което става символ на верността и предаността към стопанина си, дори години след неговата смърт. В Япония, на гара Шибуя е издигнат паметник в негова чест.
Хачико е роден на 10 ноември 1923 г. в японската префектура Акита. Фермер решава да подари малкото куче на професор Хидесабуро Уено, работещ в Университета в Токио. Професорът му дава името Хачико (осмият).
Професор Уено ежедневно пътува с влака на работа и кучето всеки ден го изпраща сутрин, а след това се връща да го посрещне на гарата точно в 5 часа след обяд. На 21 май 1925 г. Хидесабуро Уено получава инфаркт и умира. По това време Хачико е на 18 мес. На този ден той дълго чака стопанина си, който никога не идва. Въпреки това кучето продължава да го чака всеки ден, пристига в 5 часа след обяд и седи до късно.. Макар че много роднини и познати се опитват да вземат кучето при себе си, то неизменно се завръща на гарата, за да посрещне стопанина си. Местните търговци и работниците започват да го хранят, възхищавайки се на неговата преданост и постоянство. Това продължава години наред.
Става известен на цяла Япония през 1932 г. след публикация на статията „Предано старо куче очаква завръщането на стопанина си 9 г. след неговата смърт“.
През 1934 г. е издигнат негов паметник. Хачико продължава да идва на гарата в продължение на 9 г. до самата си смърт на 8 март 1935 г. В деня на неговата смърт е обявен ден на траур. Погребан е до покойния си господар в гробището Аояма, Минато, Токио.
По време на Втората световна война, когато има нужда от метал, паметникът е разрушен, но през август 1948 г. е възстановен и се налага като пример на любов и вярност..
През 1987 година по мотиви от тази история е направен филма „Hachiko Monogatari“ (Япония), а през 2009 „Хачико: история на едно куче“ (САЩ) с Ричърд Гиър в главната роля.
Това не е първият филм за Хачико.